# Roland Bonaparte
Roland Bonaparte (n. 19 mai 1858, Paris; d. 14 aprilie 1924, Paris) a fost un geograf francez, membru de onoare al Academiei Române. 
A fost prinț francez și președinte al Societății de Geografie din 1910 până la moartea sa. 

## Biografie
Bonaparte s-a născut la Paris la 19 mai 1858 și a fost fiul Prințului Pierre Napoleon Bonaparte și al Justinei Eleanore Ruflin. A fost nepot al lui Lucien Bonaparte, fratele împăratului Napoleon I al Franței.
Prințul Roland s-a căsătorit la Paris la 18 noiembrie 1880 cu Marie Blanc (1859-1882). Au avut o fiică: Prințesa Marie Bonaparte (1882-1962).
La decesul vărului său Prințul Napoléon Charles Bonaparte, el i-a succedat ca al 6-lea Prinț de Canino și Musignano dar nu și-a asumat niciodată titlul. Odată cu moartea Prințului Roland, s-a stins linia descendenților masculini ai lui Lucien Bonaparte.